# Liste de villes nouvelles
 (décembre 2012).
Si vous disposez d'ouvrages ou d'articles de référence ou si vous connaissez des sites web de qualité traitant du thème abordé ici, merci de compléter l'article en donnant les références utiles à sa vérifiabilité et en les liant à la section « Notes et références ».
Cette liste regroupe les villes nouvelles par pays.

## Afrique
Afrique du Sud
- Sasolburg, État-Libre
- Welkom, État-Libre

 Angola
- Kilamba

 Botswana
- Gaborone

 Côte d'Ivoire
- Yamoussoukro

 Djibouti
- Al Noor City

 Égypte
- Nouvelle ville d'Akhmim
- Nouvelle ville d'Assouan

 Guinée équatoriale
- Oyala

 Kenya
- Konza Techno City
- Tatu City

 Maroc
- Bab Zaër
- Chrafate
- PUMA
- Sahel Lakhyayta
- Tagadirt
- Tamansourt
- Tamesna
- Ville Verte Mohammed VI
- Zenata

 Mauritanie
- Nbeiket Lahwach

 Nigeria
- Abuja

 Sénégal
- Diamniadio

 Togo
- Wellbeing City (Lomé)

## Amérique
Argentine
- Ciudad Jardín Lomas del Palomar, Buenos Aires
- La Plata, Buenos Aires
- La Punta, San Luis

 Belize
- Belmopan

 Brésil
- Aracaju, Sergipe
- Belmonte, Santa Catarina
- Belo Horizonte
- Boa Vista,Roraima
- Brasília
- Canarana, Mato Grosso
- Cataguases
- Curitiba
- Erechim
- Fordlândia
- Goiânia
- Governador Valadares (1915)
- Ilha Solteira
- Londrina
- Maringá
- Palmas (Tocantins), Tocantins
- Primavera do Leste, Mato Grosso
- Rio de Contas
- Salvador, Bahia
- Sinop, Mato Grosso
- Sorriso, Mato Grosso
- Teresina

 Canada
- Batawa, Ontario
- Bramalea, Ontario
- Broughton, Nouvelle-Écosse
- Corner Brook, Terre-Neuve
- Deep River, Ontario
- Don Mills, Ontario
- Erin Mills, Ontario
- Fermont, Québec
- Gagnon, Québec
- Guelph, Ontario
- Grand Falls-Windsor, Terre-Neuve
- Kapuskasing, Ontario
- Kitimat, Colombie-Britannique
- Mount Royal, Québec
- New Westminster, Colombie-Britannique
- Oromocto, New Brunswick
- Pinawa, Manitoba
- Thompson, Manitoba
- Townsend, Ontario
- Tumbler Ridge, Colombie-Britannique
- Vaughan, Ontario

 Chili
- El Salvador

 Mexique
- Altavista de Ramos, Jalisco
- Cancún, Quintana Roo
- Ciudad Bugambilias, Zapopan, Jalisco
- Colombia (es), Nuevo León
- Delicias, Chihuahua
- Ensenada, Basse-Californie
- Guadalajara,Jalisco
- Hacienda Santa Fe, Tlajomulco de Zúñiga, Jalisco
- Mexico
- Nuevo Laredo, Tamaulipas
- Puebla, État de Puebla
- Puerto Peñasco, Sonora
- Veracruz,Veracruz (État)

 Venezuela
- Ciudad Guayana

## Asie
Arabie saoudite
- Jubail
- Ville économique du roi Abdallah
- Ville économique du Prince Abdul Aziz bin Mousaed
- Yanbu

 Birmanie
- Naypyidaw

 Chine
- Xian de Tekes

 Corée du Sud
- Ansan
- Bundang
- Changwon
- Gwacheon
- Sejong
- Songdo

 Inde
- Auroville, Tamil Nadu
- Bengaluru, Karnataka
- Bhilai, Chhattisgarh
- Bhubaneswar, Orissa
- Bokaro, Jharkhand
- Chandigarh
- Dispur, Assam
- Durgapur, Bengale-Occidental
- Gandhinagar,  Gujarat
- Greater Noida, Uttar Pradesh
- Gurgaon, Haryana
- Indore, Madhya Pradesh
- Jaipur, Rajasthan
- Jamshedpur, Jharkhand
- Lavasa, Maharashtra
- Madurai, Tamil Nadu
- Mohali, Pendjab
- Navi Mumbai (New Mumbai), Maharashtra
- Naya Raipur, Chhattisgarh
- New Delhi
- New Kanpur City, Uttar Pradesh
- Noida, Uttar Pradesh
- Panchkula, Haryana
- Pondichéry
- Rourkela, Orissa
- Sri Ganganagar, Rajasthan
- Sricity, Andhra Pradesh
- Udaipur, Rajasthan

 Indonésie
- Nusantara, future capitale.

 Irak
- Bagdad

 Iran
- Aali shahr, Province de Bouchehr
- Alavicheh, Province d'Ispahan
- Andisheh, Province de Téhéran
- Baharestan, Isfahan, Province d'Ispahan
- Hashtgerd, Province d'Alborz
- Ispahan, Province d'Ispahan
- Mohajeran, Province de Hamedan
- Parand, Province de Téhéran
- Pardis, Province de Téhéran
- Poulad-shahr, Province d'Ispahan
- Ramshar, Seistan-o-Balouchestan
- Sahand, Azerbaïdjan oriental
- Shirin Shahr, Khuzestan

 Israël (voir Villes de développement en Israël)
- Acre
- Afula
- Arad
- Ashdod
- Ashkelon
- Beersheba
- Bet She'an
- Bet Shemesh
- Caesarea
- Dimona
- Eilat
- Hazor HaGelilit
- Karmiel
- Kiryat Gat
- Kiryat-Malakhi
- Kiryat Shmona
- Ma'ale Adummim
- Maalot Tarshiha
- Mitzpe Ramon
- Modi'in
- Nahariya
- Nazareth Illit
- Netivot
- Ofakim
- Or Akiva
- Safed
- Sderot
- Tiberias
- Yeruham

 Japon
- Seifu Shinto
- Kōbe
- Kyoto
- Kozoji New Town
- Nara
- Senri New Town
- Sapporo
- Kohoku New Town
- Tama Den-en Toshi
- Tama New Town
- Tsukuba
- Yukarigaoka

 Kazakhstan
- Astana

 Malaisie
- Cyberjaya
- Nusajaya
- Petaling Jaya
- Putrajaya
- Shah Alam

 Pakistan
- Faisalabad
- Islamabad
- Joharabad
- Karachi
- Lahore
- Mirpur Khas
- New Murree
- Peshawar
- Quetta
- Rabwah
- Sahiwal
- Sargodha
- Swabi
- Yaqubi

 Palestine (Territoires palestiniens occupés)
- Ariel, colonie israélienne illégale selon le droit international[1].
- Betar Illit, colonie israélienne illégale selon le droit international[2]

 Yémen
- Al Noor City

## Europe
Allemagne
- Bremerhaven, Brême
- Eisenhüttenstadt, Brandebourg
- Freudenstadt, Bade-Wurtemberg
- Glückstadt, Schleswig-Holstein
- Karlsruhe, Bade-Wurtemberg
- Ludwigslust, Mecklembourg-Poméranie-Occidentale
- Mannheim, Bade-Wurtemberg
- Putbus, Mecklembourg-Poméranie-Occidentale
- Salzgitter, Basse-Saxe
- Welthauptstadt Germania
- Wilhelmshaven, Basse-Saxe
- Wolfsbourg, Basse-Saxe

 Autriche
- St. Pölten

 Belgique
- Louvain-la-Neuve

 Biélorussie
- Navapolatsk
- Salihorsk

 Espagne
- Badia del Vallès, Barcelone
- La Carolina
- Nuevo Baztán
- Tres Cantos

 Estonie
- Paldiski
- Võru

 Finlande
- Hamina
- Helsinki
- Rovaniemi
- Tapiola, Espoo

 France
- Villeneuve-d'Ascq
- Isle d'Abeau
- Rives de l'Etang de Berre
- Neuf-Brisach, Alsace
- Cergy-Pontoise
- Évry
- Marne-la-Vallée
- Saint-Quentin-en-Yvelines
- Sénart
- Versailles
- Val de Reuil
- Saline royale d'Arc-et-Senans, Franche-Comté

 Hongrie
- Dunaújváros, Fejér
- Kazincbarcika, Borsod-Abaúj-Zemplén
- Oroszlány, Komárom-Esztergom
- Petőfibánya, Heves
- Salgótarján, Nógrád
- Tatabánya, Komárom-Esztergom
- Tiszaújváros, Borsod-Abaúj-Zemplén

 République d’Irlande
- Adamstown
- Shannon

 Italie
- Acilia, Latium
- Alberese, Toscane
- Albinia, Toscane
- Anita, Émilie-Romagne
- Aprilia, Latium
- Arborea, Sardaigne
- Carbonia, Sardaigne
- Fertilia, Sardaigne
- Guidonia, Latium
- Latina, Latium
- Licola, Campanie
- Marina di Ginosa, Pouilles
- Palmanova, Frioul-Vénétie Julienne
- Pienza, Toscane
- Policoro, Basilicata
- Pomezia, Latium
- Pontinia, Latium
- Porto Cesareo, Pouilles
- Sabaudia, Latium
- Salle, Abruzzes
- San Cesareo, Latium
- San Salvo Marina, Abruzzes
- Lamezia Terme, Calabre
- Scanzano Jonico, Basilicata
- Sybaris, Calabre
- Siponto, Pouilles
- Thourioi, Calabre
- Tirrenia, Toscane
- Torviscosa, Frioul-Vénétie Julienne
- Tresigallo, Émilie-Romagne

 Lituanie
- Visaginas
- Elektrėnai

 Malte
- La Vallette
- Senglea
- SmartCity

 Monaco
- Fontvieille

 Norvège
- Nordstern

 Pays-Bas
- Almere
- Capelle aan den IJssel
- Dronten
- Emmeloord
- Le Helder
- Haarlemmermeer
- Hellevoetsluis
- Lelystad
- Nieuwegein
- Purmerend
- Spijkenisse
- Zeewolde
- Zoetermeer

 Pologne
- Borne Sulinowo
- Elbląg
- Głogówek
- Gdynia
- Łódź
- Nowa Huta
- Starogard Gdański
- Tychy
- Zamość

 Portugal
- Braga
- Lisbonne
- Nisa
- Porto Covo
- Vila Nova de Santo André
- Vila Real de Santo António

 Roumanie
- Alexandria
- Victoria

 Russie
- Akademgorodok
- Anapa
- Iekaterinbourg
- Kizliar
- Korolev
- Kronstadt
- Magnitogorsk
- Moscou
- Mozdok
- Naberejnye Tchelny
- Orenbourg
- Protvino
- Rostov-sur-le-Don
- Saint-Pétersbourg
- Toliatti
- Zelenograd

 Serbie
- Bor
- Kikinda
- Majdanpek
- Novi Beograd

 Slovaquie
- Nová Dubnica
- Partizánske
- Petržalka
- Svit

 Slovénie
- Nova Gorica
- Velenje

 Suède
- Falköping, Västergötland
- Gothenburg, Västergötland and Bohuslän
- Hässleholm, Scania
- Jakriborg, Scania
- Kiruna, Laponie
- Farsta
- Nässjö, Småland
- Skarpnäcksfältet, Södermanland
- Vällingby

 Suisse
- La Chaux-de-Fonds

 Tchéquie
- Havířov
- Zlín

 Turquie
- Milet

 Ukraine
- Pripiat
- Slavoutytch

## Océanie
Australie
- Adélaïde, Australie-Méridionale
- Canberra, Territoire de la capitale australienne
- Churchill, Victoria
- Eaglemont, Victoria
- Garden City (en), Victoria
- Griffith, Nouvelle-Galles du Sud
- Inala, Queensland
- Leeton, Nouvelle-Galles du Sud
- Melbourne City Centre, Victoria
- Mildura, Victoria
- Monarto, Australie-Méridionale
- Multifunction Polis, Australie-Méridionale
- Palmerston, Territoire du Nord
- Yallourn, Victoria

 Nouvelle-Zélande
- Pegasus Town

## Sources
1. ↑  Guillaume Gendron, « Cisjordanie : Ariel, laboratoire d’annexion », sur Libération (consulté le 29 novembre 2024)
2. ↑  « As Israeli settlement growth slows, some drift away, »Reuters, 2017,https://www.reuters.com/article/world/as-israeli-settlement-growth-slows-some-drift-away-idUSKBN1751H5/

- (en) Cet article est partiellement ou en totalité issu de l’article de Wikipédia en anglais intitulé « List of planned cities » (voir la liste des auteurs).